# 吳㝱相
吳㝱相（？—？），字覺夫，号星嶽，福建泉州府晋江县人，明朝政治人物。同进士出身。

## 生平
六月十五日生，治易经。萬曆二十二年（1594年）甲午科福建乡试第三十名举人，萬曆二十三年（1595年）聯捷乙未科會試第二百八名，廷試三甲第六十七名进士。都察院觀政，本年六月授官廣東南海县知县。

## 家族
曾祖吴秉直。祖父吴旵。父吴有極。母姚氏。具庆下。從兄吴远达（保定通判）、吳龍徵（癸未进士、浙江道監察御史、前翰林院庶吉士）。娶曾氏。子礽煜、初煒、礽焜。